# Cătălin Doman
Cătălin Petre Doman (sinh ngày 30 tháng 1 năm 1988 ở Drobeta-Turnu Severin) là một cầu thủ bóng đá người România thi đấu ở vị trí tiền vệ cho Dunărea Călărași, theo dạng cho mượn từ Poli Timișoara.

## Sự nghiệp câu lạc bộ
Anh thi đấu ở đội trẻ Argeș Pitești. Năm 2006, anh được đẩy lên đội một, thi đấu chỉ 3 trận, sau đó anh chuyển đến đội bóng România Dacia Mioveni nơi anh chơi 14 trận và ghi 1 bàn thắng. Năm 2007, anh trở lại FC Argeș Pitești nơi anh thi đấu 67 trận và ghi 6 bàn thắng.

## Danh hiệu
FC Argeș Pitești
- Românian Second League: 2007–08

Khazar Lankaran
- Cúp bóng đá Azerbaijan: 2010–11

ACS Poli Timișoara
- Românian Second League: 2014–15